# Émile Souvestre
Émile Souvestre, född den 15 april 1806 i Morlaix i Bretagne, död den 5 juli 1854 i Montmorency, var en fransk vitter författare.
Souvestre var först tidningsredaktör i Brest, men begav sig 1836 till Paris, där han uppehöll sig som litteratör och lärare i en skola. Bäst lyckades Souvestre i sina stämningsfulla skildringar ur bretagneska folklivet, Derniers bretons (1835–1837), Foyer breton (1844) med flera, samt i noveller, Au coin du feu (1851; "Vid brasan", 1858, "Vid eldbrasan", 1889), Pendant la moisson (1852), Récits et souvenirs (1853) och andra. Hans romaner, Confessions d'un ouvrier (1851), Un philosophe sous les toits (prisbelönt av Franska akademien, samma år, "Filosofen på vindskammaren", 1857), L’homme et l’argent (1839; "Verldens beherrskare", 1872–1873), Le mémorial de famille (1854) med flera, har i allmänhet en moraliserande syftning och saknar större originalitet, men utmärks av en behagfull stil. Souvestre utgav även en samling spirituella essäer, Causeries historiques et littéraires (2 band, 1854), samt dramatiska alster av mindre värde. I Collection Lévy finns en samlingsupplaga av Souvestres verk (60 band). Till svenska är bortåt ett tjugotal arbeten av Souvestre översatta.